# Zarraga
Zarraga ist eine philippinische Stadtgemeinde in der Provinz Iloilo. Sie hat 25.605 Einwohner (Zensus 1. August 2015).

## Baranggays
Zarraga ist politisch in 24 Baranggays unterteilt.
| - Balud Lilo-an - Balud I - Balud II - Dawis Centro - Dawis Norte - Dawis Sur - Gines - Inagdangan Centro - Inagdangan Norte - Inagdangan Sur - Jalaud Norte - Jalaud Sur | - Libongcogon - Malunang - Pajo - Ilawod Poblacion - Ilaya Poblacion - Sambag - Sigangao - Talauguis - Talibong - Tubigan - Tuburan - Tuburan Sulbod |